# Cutuș
Cutuș – wieś w Rumunii, w okręgu Braszów, w gminie Crizbav. W 2011 roku liczyła 808 mieszkańców.